# Enicospilus nigribasalis
Enicospilus nigribasalis är en stekelart som först beskrevs av Tohru Uchida 1928.  Enicospilus nigribasalis ingår i släktet Enicospilus och familjen brokparasitsteklar. Inga underarter finns listade i Catalogue of Life.